# Antedon petasus
Antedon petasus (Düben & Koren, 1846) è un crinoide comatulide della famiglia degli Antedonidi, diffuso nei mari dell'Europa nord-occidentale.

## Descrizione
Antedon petasus è formato da una parte centrale, a forma di cono, con cinque paia di braccia, ciascuna lunga fino a 10 cm e dotata di pinnule, che gli conferiscono un aspetto piumato. Le pinnule sono lisce, nella parte inferiore, e colorate con macchie bianche, rosse e marroni. Nella parte inferiore del corpo sono presenti i cirri (da 50 a 100, formati da 15 segmenti), con i quali l'animale si muove e si aggrappa al suolo.

## Biologia

### Comportamento
L'animale è in grado di muoversi con i tanti cirri ancorati alla zona inferiore del corpo. I cirri gli permettono anche di ancorarsi alle superfici, come alle rocce, alle alghe o anche ad altri animali.

### Alimentazione
Antedon petasus si nutre in sospensione, catturando plancton con i piedi tubolari posizionati sulle pinnule.

### Riproduzione
Sia il maschio che la femmina di Antedon petasus liberano gameti dai loro organi genitali, situati alla base di alcune delle 10 braccia. Le uova si sviluppano sotto forma di larve che nuotano liberamente, e che successivamente si depositano su una superficie solida tramite un corto gambo. Queste larve sono conosciute come larve pentacrinoidi. Alla fine le larve sviluppano i loro cirri e si staccano dai gambi che li ancorano alle superfici.

## Distribuzione e habitat
Antedon petasus vive prevalentemente nei mari dell'Europa nord-occidentale, specialmente in Gran Bretagna, Irlanda, Scozia, Scandinavia e Isole Fær Øer. Si può trovare a una profondità che può variare dai 10 ai 326 metri, ma raramente anche a profondità più elevate.